# Història de la relativitat especial
La història de la relativitat especial consisteix en molts resultats teòrics i troballes empíriques obtingudes per Albert A. Michelson, Hendrik Lorentz, Henri Poincaré i altres. Va culminar en la teoria de la relativitat especial proposada per Albert Einstein i els treballs posteriors de Max Planck, Hermann Minkowski i altres.

## Introducció
Tot i que Isaac Newton va basar la seva física en el temps i l'espai absoluts, també es va adherir al principi de la relativitat de Galileo Galilei, que va reformular precisament per a sistemes mecànics.:15 Es pot afirmar que, pel que fa a les lleis de la mecànica, tots els observadors en moviment inercial tenen els mateixos privilegis i no es pot atribuir cap estat de moviment preferit a cap observador inercial en particular. Tanmateix, la teoria electromagnètica i l'electrodinàmica, desenvolupades durant el segle XIX, no obeïen la relativitat de Galileu. La teoria ondulatòria de l'electromagnetisme o la llum vista com una pertorbació d'un "medi lluminós" o èter luminífer va ser àmpliament acceptada. La teoria va assolir la seva forma més desenvolupada en l'obra de James Clerk Maxwell. Maxwell pensava que tots els fenòmens òptics i elèctrics es propaguen a través d'un èter, fent que les seves equacions només fossin vàlides per a sistemes en repòs respecte a aquest èter.:17El concepte d'aquest èter va ser àmpliament debatut i sotmès a molts intents infructuosos per determinar experimentalment el moviment relatiu a l'èter.
El fracàs de qualsevol experiment per detectar moviment a través de l'èter va portar Hendrik Lorentz, a partir de 1892, a desenvolupar una teoria de l'electrodinàmica basada en un èter luminífer immòbil (sobre la constitució material del qual Lorentz no va especular), la contracció de la longitud física i un "temps local" en què les equacions de Maxwell conserven la seva forma en tots els marcs de referència inercials. Treballant amb la teoria de l'èter de Lorentz, Henri Poincaré, havent proposat anteriorment el "principi de la relativitat" com una llei general de la natura (inclosa l'electrodinàmica i la gravitació), va utilitzar aquest principi el 1905 per corregir les fórmules de transformació preliminars de Lorentz, donant lloc a un conjunt exacte d'equacions que ara s'anomenen transformacions de Lorentz.
Una mica més tard, aquell mateix any, Albert Einstein va publicar el seu article original sobre la relativitat especial. Va derivar independentment i reinterpretar radicalment les transformacions de Lorentz canviant les definicions fonamentals dels intervals d'espai i temps, tot abandonant la simultaneïtat absoluta de la cinemàtica galileana, evitant la necessitat de qualsevol referència a un èter luminífer en l'electrodinàmica clàssica.  Abans de l'article d'Einstein, la relativitat galileana s'aplicava a la mecànica de partícules i la relativitat lorentziakana a l'electrodinàmica; posteriorment, ambdós sistemes van utilitzar transformacions de Lorentz.:19En treballs posteriors, Hermann Minkowski va introduir un model geomètric "espai-temps" de 4 dimensions, Arnold Sommerfeld va desenvolupar el tensor electromagnètic i Max Planck va aplicar el concepte de relativitat especial a la mecànica lagrangiana relativista.
La teoria especial de la relativitat va donar lleis invariants de la física en sistemes de referència inercials, però el significat d'aquests sistemes no va quedar clar fins al posterior desenvolupament d'Einstein del seu principi d'equivalència i la teoria general de la relativitat.:19Quan va actualitzar el seu llibre de 1911 sobre la relativitat, per incloure-hi la relativitat general el 1920, Robert Daniel Carmichael va anomenar l'obra anterior la "teoria restringida" com un "cas especial" de la nova teoria general; també va utilitzar l'expressió "teoria especial de la relativitat". En comparació amb la teoria general, el 1923, Einstein va anomenar específicament el seu treball anterior "la teoria especial de la relativitat", dient que es referia a una restricció als marcs de referència de moviment uniforme.:111

## Èter i electrodinàmica de cossos en moviment

### Models d'èter i equacions de Maxwell
Arran dels treballs de Thomas Young (1804) i Augustin-Jean Fresnel (1816), es creia que la llum es propaga com una ona transversal dins d'un medi elàstic anomenat èter luminífer. Tanmateix, es va fer una distinció entre fenòmens òptics i electrodinàmics, per la qual cosa va ser necessari crear models d'èter específics per a tots els fenòmens. Els intents d'unificar aquests models o de crear-ne una descripció mecànica completa no van tenir èxit, però després d'una feina considerable de molts científics, com ara Michael Faraday i Lord Kelvin, James Clerk Maxwell (1864) va desenvolupar una teoria precisa de l'electromagnetisme derivant un conjunt d'equacions d'electricitat, magnetisme i inductància, anomenades equacions de Maxwell. Va proposar per primera vegada que la llum eren, de fet, ondulacions (radiació electromagnètica) en el mateix medi eteri que és la causa dels fenòmens elèctrics i magnètics. Tanmateix, la teoria de Maxwell no era satisfactòria pel que fa a l'òptica dels cossos en moviment, i tot i que va ser capaç de presentar un model matemàtic complet, no va ser capaç de proporcionar una descripció mecànica coherent de l'èter.
Després que Heinrich Hertz demostrés l'existència de les ones electromagnètiques el 1887, la teoria de Maxwell va ser àmpliament acceptada. A més, Oliver Heaviside i Hertz van desenvolupar encara més la teoria i van introduir versions modernitzades de les equacions de Maxwell. Les equacions de "Maxwell-Hertz" o "Heaviside-Hertz" van formar posteriorment una base important per al desenvolupament posterior de l'electrodinàmica, i la notació de Heaviside encara s'utilitza avui dia. Altres contribucions importants a la teoria de Maxwell van ser fetes per George FitzGerald, Joseph John Thomson, John Henry Poynting, Hendrik Lorentz i Joseph Larmor.

### Recerca de l'èter
Pel que fa al moviment relatiu i la influència mútua de la matèria i l'èter, hi havia dues teories, cap de les quals era completament satisfactòria. Un va ser desenvolupat per Fresnel (i posteriorment per Lorentz). Aquest model (teoria de l'èter estacionari) suposava que la llum es propaga com una ona transversal i l'èter és parcialment arrossegat amb un cert coeficient per la matèria. Basant-se en aquesta suposició, Fresnel va poder explicar l'aberració de la llum i molts fenòmens òptics.
L'altra hipòtesi va ser proposada per George Gabriel Stokes, qui va afirmar el 1845 que l'èter era completament arrossegat per la matèria (més tard aquesta opinió també va ser compartida per Hertz). En aquest model, l'èter podria ser (per analogia amb la brea de pi) rígid per a objectes ràpids i fluid per a objectes més lents. Així, la Terra podria moure's a través d'ella amb força llibertat, però seria prou rígida per transportar llum.  La teoria de Fresnel va ser preferida perquè el seu coeficient d'arrossegament va ser confirmat per l'experiment de Fizeau el 1851, que va mesurar la velocitat de la llum en líquids en moviment.

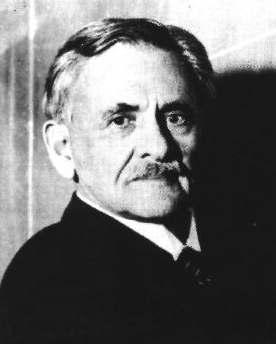
AA Michelson

Albert A. Michelson (1881) va intentar mesurar el moviment relatiu de la Terra i l'èter (Èter-Vent), tal com s'esperava en la teoria de Fresnel, mitjançant un interferòmetre. No va poder determinar cap moviment relatiu, així que va interpretar el resultat com una confirmació de la tesi de Stokes.  Tanmateix, Lorentz (1886) va demostrar que els càlculs de Michelson eren erronis i que havia sobreestimat la precisió de la mesura. Això, juntament amb el gran marge d'error, va fer que el resultat de l'experiment de Michelson no fos concloent. A més, Lorentz va demostrar que l'èter completament arrossegat de Stokes conduïa a conseqüències contradictòries i, per tant, va donar suport a una teoria de l'èter similar a la de Fresnel.  Per comprovar de nou la teoria de Fresnel, Michelson i Edward W. Morley (1886) van realitzar una repetició de l'experiment de Fizeau. El coeficient d'arrossegament de Fresnel es va confirmar amb molta exactitud en aquella ocasió, i Michelson ara era de l'opinió que la teoria de l'èter estacionari de Fresnel era correcta.  Per aclarir la situació, Michelson i Morley (1887) van repetir l'experiment de Michelson de 1881 i van augmentar substancialment la precisió de la mesura. Tanmateix, aquest ara famós experiment de Michelson-Morley va tornar a donar un resultat negatiu, és a dir, no es va detectar cap moviment de l'aparell a través de l'èter (tot i que la velocitat de la Terra és de 60 km/s diferent a l'hivern del nord que a l'estiu). Així doncs, els físics es van enfrontar a dos experiments aparentment contradictoris: l'experiment de 1886 com una aparent confirmació de l'èter estacionari de Fresnel, i l'experiment de 1887 com una aparent confirmació de l'èter completament arrossegat de Stokes.
Una possible solució al problema va ser mostrada per Woldemar Voigt (1887), qui va investigar l'efecte Doppler per a ones que es propaguen en un medi elàstic incompressible i va deduir relacions de transformació que van deixar l'equació d'ona en l'espai lliure sense canvis, i va explicar el resultat negatiu de l'experiment de Michelson-Morley. Les transformacions de Voigt inclouen el factor de Lorentz {\displaystyle \scriptstyle {1/{\sqrt {1-{v^{2}}/{c^{2}}}}}} per a les coordenades y i z, i una nova variable de temps {\displaystyle \scriptstyle {t'=t-vx/c^{2}}} que més tard es va anomenar "hora local". Tanmateix, l'obra de Voigt va ser completament ignorada pels seus contemporanis.
FitzGerald (1889) va oferir una altra explicació del resultat negatiu de l'experiment de Michelson-Morley. Contràriament a Voigt, va especular que les forces intermoleculars possiblement eren d'origen elèctric, de manera que els cossos materials es contraurien en la línia de moviment ( contracció de longitud). Això estava relacionat amb el treball de Heaviside (1887), que va determinar que els camps electroestàtics en moviment estaven deformats (el·lipsoide de Heaviside), cosa que condueix a condicions físicament indeterminades a la velocitat de la llum.  Tanmateix, la idea de FitzGerald va romandre àmpliament desconeguda i no es va discutir abans que Oliver Lodge publiqués un resum de la idea el 1892.  També Lorentz (1892b) va proposar la contracció de longitud independentment de FitzGerald per explicar l'experiment de Michelson-Morley. Per raons de plausibilitat, Lorentz es va referir a l'analogia de la contracció dels camps electroestàtics. No obstant això, fins i tot Lorentz va admetre que aquesta no era una raó necessària i que, en conseqüència, la contracció de la longitud va seguir sent una hipòtesi ad hoc.

### La teoria dels electrons de Lorentz

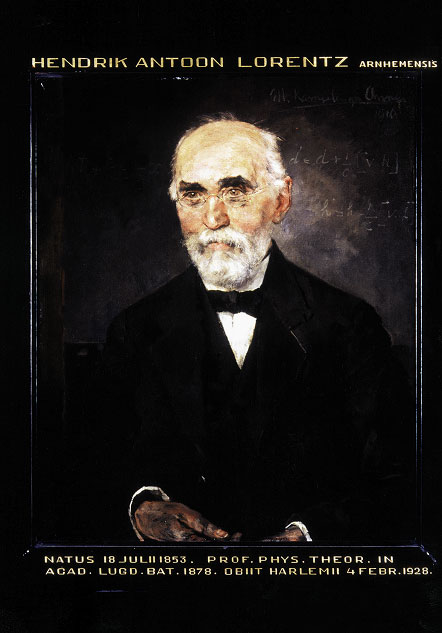
Hendrik Anton Lorentz

Lorentz (1892a) va establir les bases de la teoria de l'èter de Lorentz, assumint l'existència d'electrons que va separar de l'èter, i substituint les equacions de "Maxwell-Hertz" per les equacions de "Maxwell-Lorentz". En el seu model, l'èter està completament immòbil i, contràriament a la teoria de Fresnel, tampoc és parcialment arrossegat per la matèria. Una conseqüència important d'aquesta noció va ser que la velocitat de la llum és totalment independent de la velocitat de la font. Lorentz no va fer cap afirmació sobre la naturalesa mecànica de l'èter i els processos electromagnètics, sinó que va intentar explicar els processos mecànics mitjançant processos electromagnètics i, per tant, va crear un èter electromagnètic abstracte. En el marc de la seva teoria, Lorentz va calcular, com Heaviside, la contracció dels camps electroestàtics. Lorentz (1895) també va introduir el que va anomenar el "Teorema dels Estats Correspondents" per a termes de primer ordre en {\displaystyle \scriptstyle {v/c}}. Aquest teorema estableix que un observador en moviment (relatiu a l'èter) en el seu camp "fictici" fa les mateixes observacions que un observador en repòs en el seu camp "real". Una part important era l'hora local {\displaystyle \scriptstyle {t'=t-vx/c^{2}}}, que va preparar el camí cap a la transformació de Lorentz i que va introduir independentment de Voigt. Amb l'ajuda d'aquest concepte, Lorentz va poder explicar l'aberració de la llum, l'efecte Doppler i també l'experiment de Fizeau. Tanmateix, l'hora local de Lorentz només era una eina matemàtica auxiliar per simplificar la transformació d'un sistema a un altre. – va ser Poincaré, el 1900, qui va reconèixer que l'"hora local" en realitat s'indica mitjançant rellotges en moviment. Lorentz també va reconèixer que la seva teoria violava el principi d'acció i reacció, ja que l'èter actua sobre la matèria, però la matèria no pot actuar sobre l'èter immòbil.
Un model molt similar va ser creat per Joseph Larmor (1897, 1900). Larmor va ser el primer a posar la transformació de Lorentz de 1895 en una forma algebraicament equivalent a les transformacions modernes de Lorentz, però va afirmar que les seves transformacions només preservaven la forma de les equacions de Maxwell fins a segon ordre de {\displaystyle \scriptstyle {v/c}}. Lorentz va observar més tard que aquestes transformacions de fet preservaven la forma de les equacions de Maxwell a tots els ordres de {\displaystyle \scriptstyle {v/c}}. Larmor va notar en aquella ocasió que la contracció de la longitud es podia derivar del model; a més, va calcular algun tipus de dilatació del temps per a les òrbites dels electrons. Larmor va especificar les seves consideracions el 1900 i el 1904.  Independentment de Larmor, Lorentz (1899) va ampliar la seva transformació per a termes de segon ordre i també va observar un efecte de dilatació del temps (matemàtic).
Altres físics, a més de Lorentz i Larmor, també van intentar desenvolupar un model consistent d'electrodinàmica. Per exemple, Emil Cohn (1900, 1901) va crear una electrodinàmica alternativa en la qual, com un dels primers, va descartar l'existència de l'èter (almenys en la forma anterior) i utilitzaria, com Ernst Mach, les estrelles fixes com a marc de referència. A causa d'inconsistències dins de la seva teoria, com ara diferents velocitats de la llum en diferents direccions, va ser substituïda per les de Lorentz i Einstein.

### Massa electromagnètica
Durant el seu desenvolupament de la teoria de Maxwell, JJ Thomson (1881) va reconèixer que els cossos carregats són més difícils de posar en moviment que els cossos sense càrrega. Els camps electroestàtics es comporten com si afegissin una "massa electromagnètica" a la massa mecànica dels cossos. És a dir, segons Thomson, l'energia electromagnètica correspon a una determinada massa. Això es va interpretar com una forma d'autoinductància del camp electromagnètic. També va observar que la massa d'un cos en moviment augmenta en una quantitat constant. El treball de Thomson va ser continuat i perfeccionat per FitzGerald, Heaviside (1888) i George Frederick Charles Searle (1896, 1897). Per la massa electromagnètica que van donar — en notació moderna — la fórmula {\displaystyle \scriptstyle {m=(4/3)E/c^{2}}}, on {\displaystyle \scriptstyle {m}} és la massa electromagnètica i {\displaystyle \scriptstyle {E}} és l'energia electromagnètica. Heaviside i Searle també van reconèixer que l'augment de la massa d'un cos no és constant i varia amb la seva velocitat. En conseqüència, Searle va observar la impossibilitat de les velocitats superlumíniques, perquè caldria una energia infinita per superar la velocitat de la llum. També per a Lorentz (1899), la integració de la dependència de les masses respecte a la velocitat reconeguda per Thomson va ser especialment important. Va notar que la massa no només variava a causa de la velocitat, sinó que també depèn de la direcció, i va introduir el que Abraham més tard va anomenar massa "longitudinal" i "transversa". (La massa transversal correspon al que més tard es va anomenar massa relativista.)

### Espai i temps absoluts
Alguns científics i filòsofs de la ciència van criticar les definicions de Newton de l'espai i el temps absoluts. Ernst Mach (1883) va argumentar que el temps i l'espai absoluts són essencialment conceptes metafísics i, per tant, no tenen sentit científic, i va suggerir que només el moviment relatiu entre cossos materials és un concepte útil en física. Mach argumentava que fins i tot els efectes que segons Newton depenen del moviment accelerat respecte a l'espai absolut, com ara la rotació, es podien descriure purament amb referència a cossos materials, i que els efectes inercials citats per Newton en suport de l'espai absolut podrien estar relacionats purament amb l'acceleració respecte a les estrelles fixes. Carl Neumann (1870) va introduir un "cos alfa", que representa una mena de cos rígid i fix per definir el moviment inercial. Basant-se en la definició de Neumann, Heinrich Streintz (1883) va argumentar que en un sistema de coordenades on els giroscopis no mesuren cap signe de rotació, el moviment inercial està relacionat amb un "cos fonamental" i un "sistema de coordenades fonamentals". Finalment, Ludwig Lange (1885) va ser el primer a encunyar les expressions marc de referència inercial i "escala de temps inercial" com a substituts operatius de l'espai i el temps absoluts; va definir el "marca inercial" com " un marc de referència en què un punt de massa llançat des del mateix punt en tres direccions diferents (no coplanars) segueix trajectòries rectilines cada vegada que es llança ". El 1902, Henri Poincaré va publicar una col·lecció d'assajos titulada Ciència i hipòtesi, que incloïa: discussions filosòfiques detallades sobre la relativitat de l'espai i el temps; la convencionalitat de la simultaneïtat distant; la conjectura que mai es pot detectar una violació del principi de relativitat; la possible inexistència de l'èter, juntament amb alguns arguments que donen suport a l'èter; i moltes observacions sobre la geometria no euclidiana i la euclidiana.

### Constança de la llum i el principi del moviment relatiu

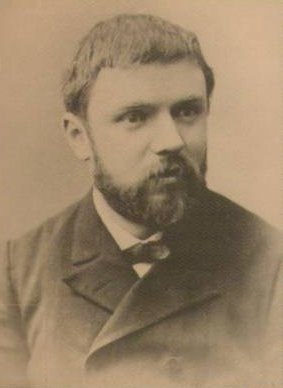
Henri Poincaré

A la segona meitat del segle XIX, hi va haver molts intents de desenvolupar una xarxa de rellotges mundial sincronitzada per senyals elèctrics. Per a aquest esforç, s'havia de tenir en compte la velocitat de propagació finita de la llum, perquè els senyals de sincronització no podien viatjar més ràpid que la velocitat de la llum.
En el seu article La mesura del temps (1898), Henri Poincaré va descriure algunes conseqüències importants d'aquest procés i va explicar que els astrònoms, en determinar la velocitat de la llum, simplement assumien que la llum té una velocitat constant i que aquesta velocitat és la mateixa en totes direccions. Sense aquest postulat, seria impossible inferir la velocitat de la llum a partir d'observacions astronòmiques, com va fer Ole Rømer basant-se en observacions de les llunes de Júpiter.

### El model de Lorentz de 1904
En el seu article *Fenomenes electromagnètics en un sistema que es mou amb qualsevol velocitat menor que la de la llum*, Lorentz (1904) seguia el suggeriment de Poincaré i intentava crear una formulació de l'electrodinàmica que expliqués el fracàs de tots els experiments coneguts de deriva de l'èter, és a dir, la validesa del principi de la relativitat. Va intentar demostrar l'aplicabilitat de la transformació de Lorentz per a tots els ordres, tot i que no ho va aconseguir completament. Igual que Wien i Abraham, va argumentar que només existeix la massa electromagnètica, no la massa mecànica, i va derivar l'expressió correcta per a la massa longitudinal i transversal, que coincidien amb els experiments de Kaufmann (tot i que aquests experiments no eren prou precisos per distingir entre les teories de Lorentz i Abraham). I utilitzant el moment electromagnètic, va poder explicar el resultat negatiu de l'experiment de Trouton-Noble, en què un condensador de plaques paral·leles carregat que es mou a través de l'èter s'hauria d'orientar perpendicularment al moviment. També es podrien explicar els experiments de Rayleigh i Brace. Un altre pas important va ser el postulat que la transformació de Lorentz també ha de ser vàlida per a forces no elèctriques.

### La dinàmica de l'electró de Poincaré
El 5 de juny de 1905, Henri Poincaré va presentar el resum d'una obra que tancava les llacunes existents a l'obra de Lorentz. (Aquest breu article contenia els resultats d'un treball més complet que es publicaria més tard, el gener de 1906.) Va demostrar que les equacions electrodinàmiques de Lorentz no eren completament covariants de Lorentz. Així doncs, va assenyalar les característiques de grup de la transformació i va corregir les fórmules de Lorentz per a les transformacions de la densitat de càrrega i la densitat de corrent (que contenien implícitament la fórmula relativista de la suma de velocitat, que va elaborar al maig en una carta a Lorentz). Poincaré va utilitzar per primera vegada el terme "transformació de Lorentz", i va donar a les transformacions la forma simètrica que s'utilitza fins avui. Va introduir una força d'enllaç no elèctrica (les anomenades "tensions de Poincaré") per assegurar l'estabilitat dels electrons i explicar la contracció de la longitud. També va esbossar un model de gravitació invariant de Lorentz (incloses les ones gravitacionals) estenent la validesa de la invariància de Lorentz a forces no elèctriques.

## Relativitat especial

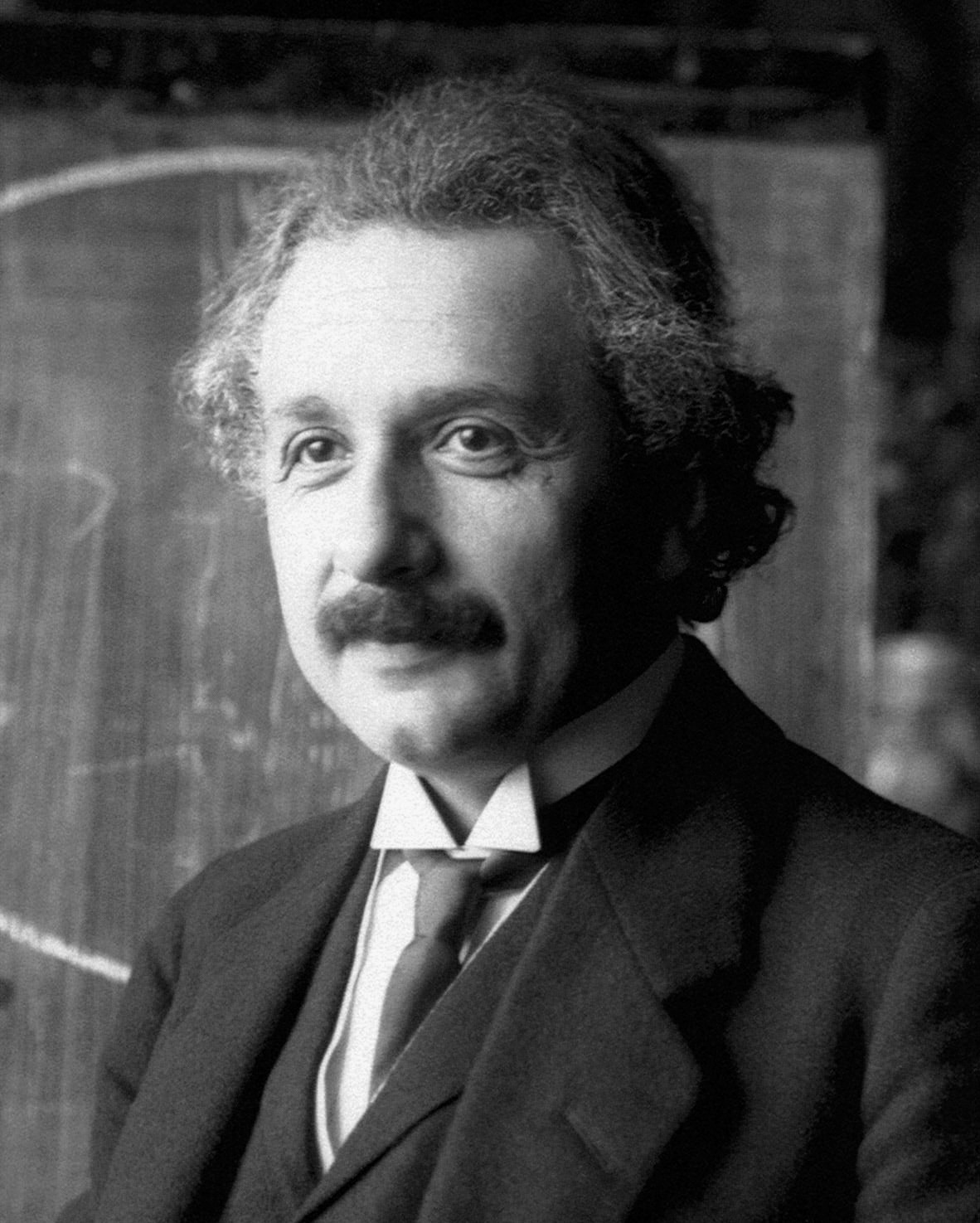
Albert Einstein, 1921

### Einstein 1905

#### Electrodinàmica de cossos en moviment
El 26 de setembre de 1905 (rebut el 30 de juny), Albert Einstein va publicar el seu article *annus mirabilis* sobre el que ara s'anomena relativitat especial. L'article d'Einstein inclou una descripció fonamental de la cinemàtica del cos rígid i no requeria un espai absolutament estacionari, com ara l'èter. Einstein va identificar dos principis fonamentals, el principi de la relativitat i el principi de la constància de la llum ( principi de la llum ), que van servir com a base axiomàtica de la seva teoria. Per entendre millor el pas d'Einstein, es farà un resum de la situació anterior al 1905, tal com s'ha descrit anteriorment (cal destacar que Einstein coneixia la teoria de Lorentz de 1895 i Ciència i hipòtesi de Poincaré, però possiblement no els seus articles de 1904–1905):
a ) L'electrodinàmica de Maxwell, tal com la va presentar Lorentz el 1895, va ser la teoria més reeixida en aquell moment. Aquí, la velocitat de la llum és constant en totes direccions en l'èter estacionari i completament independent de la velocitat de la font;
b ) La incapacitat de trobar un estat de moviment absolut, és a dir, la validesa del principi de la relativitat com a conseqüència dels resultats negatius de tots els experiments de deriva de l'èter i efectes com el problema de l'imant mòbil i el conductor, que només depenen del moviment relatiu;
c ) L'experiment de Fizeau;
d ) L'aberració de la llum;
amb les següents conseqüències per a la velocitat de la llum i les teories conegudes en aquell moment:
1. La velocitat de la llum no es compon de la velocitat de la llum en el buit i la velocitat d'un marc de referència preferit, per b. Això contradiu la teoria de l'èter (gairebé) estacionari.
2. La velocitat de la llum no es compon de la velocitat de la llum en el buit i la velocitat de la font de llum, per a i c. Això contradiu la teoria de l'emissió.
3. La velocitat de la llum no es compon de la velocitat de la llum en el buit i la velocitat d'un èter que seria arrossegat dins o a prop de la matèria per a, c i d. Això contradiu la hipòtesi de l'arrossegament complet de l'èter.
4. La velocitat de la llum en medis en moviment no es compon de la velocitat de la llum quan el medi està en repòs i la velocitat del medi, sinó que està determinada pel coeficient d'arrossegament de Fresnel, per c.[17]

Per tal de convertir el principi de la relativitat, tal com ho requeria Poincaré, en una llei exacta de la natura en la teoria de l'èter immòbil de Lorentz, va caldre la introducció de diverses hipòtesis ad hoc, com ara la hipòtesi de la contracció, el temps local, les tensions de Poincaré, etc. Aquest mètode va ser criticat per molts estudiosos, ja que la suposició d'una conspiració d'efectes que impedeix completament el descobriment de la deriva de l'èter es considera molt improbable, i també violaria la navalla d'Occam. Einstein és considerat el primer que va descartar completament aquestes hipòtesis auxiliars i va extreure les conclusions directes dels fets esmentats anteriorment: que el principi de la relativitat és correcte i que la velocitat de la llum observada directament és la mateixa en tots els sistemes de referència inercials. Basant-se en el seu enfocament axiomàtic, Einstein va poder derivar tots els resultats obtinguts pels seus predecessors – i a més a més les fórmules per a l'efecte Doppler relativista i l'aberració relativista – en poques pàgines, mentre que abans del 1905 els seus competidors havien dedicat anys de llarga i complicada feina per arribar al mateix formalisme matemàtic. Abans de 1905, Lorentz i Poincaré havien adoptat aquests mateixos principis, com a necessaris per aconseguir els seus resultats finals, però no van reconèixer que també eren suficients en el sentit que no hi havia una necessitat lògica immediata de suposar l'existència d'un èter estacionari per arribar a les transformacions de Lorentz. Com va dir més tard Lorentz, "Einstein simplement postula allò que hem deduït". Una altra raó del rebuig inicial d'Einstein de l'èter en qualsevol forma (que més tard es va retractar parcialment) pot haver estat relacionada amb el seu treball sobre física quàntica. Einstein va descobrir que la llum també es pot descriure (almenys heurísticament) com una mena de partícula, de manera que l'èter com a medi per a les "ones" electromagnètiques (que era molt important per a Lorentz i Poincaré) ja no encaixava en el seu esquema conceptual.
És notable que l'article d'Einstein no conté referències directes a altres articles. No obstant això, molts historiadors de la ciència com Holton,  Miller,  Stachel,  han intentat esbrinar possibles influències en Einstein. Va afirmar que el seu pensament estava influenciat pels filòsofs empiristes David Hume i Ernst Mach. Pel que fa al principi de la relativitat, el problema de l'imant mòbil i el conductor (possiblement després de llegir un llibre d'August Föppl) i els diversos experiments de deriva negativa de l'èter van ser importants perquè acceptés aquest principi. — però va negar qualsevol influència significativa de l'experiment més important : l'experiment de Michelson-Morley.  Altres influències probables inclouen Ciència i hipòtesi de Poincaré, on Poincaré va presentar el Principi de la Relativitat (que, com ha informat l'amic d'Einstein, Maurice Solovine, va ser estudiat i discutit de prop per Einstein i els seus amics durant un període d'anys abans de la publicació de l'article d'Einstein de 1905),  i els escrits de Max Abraham, de qui va manllevar els termes "equacions de Maxwell-Hertz" i "massa longitudinal i transversal".
Quant a les seves opinions sobre l'electrodinàmica i el principi de la constància de la llum, Einstein va afirmar que la teoria de Lorentz de 1895 (o l'electrodinàmica de Maxwell-Lorentz) i també l'experiment de Fizeau van tenir una influència considerable en el seu pensament. Va dir el 1909 i el 1912 que havia manllevat aquest principi de l'èter estacionari de Lorentz (que implica la validesa de les equacions de Maxwell i la constància de la llum en el sistema de referència de l'èter), però va reconèixer que aquest principi juntament amb el principi de la relativitat fa que qualsevol referència a un èter sigui innecessària (almenys pel que fa a la descripció de l'electrodinàmica en sistemes de referència inercials).  Com va escriure el 1907 i en articles posteriors, l'aparent contradicció entre aquests principis es pot resoldre si s'admet que el temps local de Lorentz no és una quantitat auxiliar, sinó que es pot definir simplement com a temps i està connectat amb la velocitat del senyal. Abans d'Einstein, Poincaré també va desenvolupar una interpretació física similar del temps local i va notar la connexió amb la velocitat del senyal, però contràriament a Einstein, va continuar argumentant que els rellotges en repòs a l'èter estacionari mostren el temps real, mentre que els rellotges en moviment inercial relatiu a l'èter només mostren el temps aparent. Finalment, cap al final de la seva vida, el 1953, Einstein va descriure els avantatges de la seva teoria respecte a la de Lorentz de la següent manera (tot i que Poincaré ja havia afirmat el 1905 que la invariància de Lorentz és una condició exacta per a qualsevol teoria física):
No hi ha dubte que la teoria especial de la relativitat, si considerem el seu desenvolupament en retrospectiva, estava madura per ser descoberta el 1905. Lorentz ja havia reconegut que les transformacions que porten el seu nom són essencials per a l'anàlisi de les equacions de Maxwell, i Poincaré va aprofundir encara més aquesta idea. Pel que fa a mi, només coneixia l'important treball de Lorentz de 1895 […] però no el treball posterior de Lorentz, ni les investigacions consecutives de Poincaré. En aquest sentit, el meu treball de 1905 era independent. […] La nova característica va ser la constatació del fet que la importància de la transformació de Lorentz transcendia la seva connexió amb les equacions de Maxwell i es preocupava per la naturalesa de l'espai i el temps en general. Un altre resultat nou va ser que la "invariància de Lorentz" és una condició general per a qualsevol teoria física. Això va ser de particular importància per a mi perquè ja havia descobert anteriorment que la teoria de Maxwell no tenia en compte la microestructura de la radiació i, per tant, no podia tenir validesa general.

### Equivalència massa-energia
Ja al §10 del seu article sobre electrodinàmica, Einstein va utilitzar la fórmula
{\displaystyle E_{kin}=mc^{2}\left({\frac {1}{\sqrt {1-{\frac {v^{2}}{c^{2}}}}}}-1\right)}
per l'energia cinètica d'un electró. En elaboració d'això, va publicar un article (rebut el 27 de setembre de 1905), en què Einstein demostrava que quan un cos material perdia energia (ja fos radiació o calor) d'una quantitat E, la seva massa disminuïa en la quantitat E/c2. Això va conduir a la famosa fórmula d'equivalència massa-energia: E = mc2. Einstein considerava que l'equació d'equivalència era de suma importància perquè demostrava que una partícula massiva posseeix una energia, l'"energia de repòs", diferent de les seves energies cinètica i potencial clàssiques.  Com s'ha demostrat anteriorment, molts autors anteriors a Einstein van arribar a fórmules similars (inclòs un factor 4/3) per a la relació entre la massa i l'energia. Tanmateix, el seu treball es va centrar en l'energia electromagnètica que (tal com la coneixem avui dia) només representa una petita part de tota l'energia dins de la matèria. Així doncs, va ser Einstein el primer a: (a) atribuir aquesta relació a totes les formes d'energia i (b) comprendre la connexió de l'equivalència massa-energia amb el principi de la relativitat.